# Corine Franco
Corine Cécile Franco (tên thời con gái Petit) sinh năm 1983 tại La Rochelle, Pháp. Là nữ tuyển thủ đội tuyển bóng đá quốc gia Pháp, cô từng đứng đầu top 10 nữ cầu thủ xinh đẹp, hấp dẫn nhất World Cup 2011. Corine Franco hiện đang là cầu thủ của câu lạc bộ bóng đá nữ hàng đầu nước Pháp Olympique Lyonnais. Với chiều cao lý tưởng 1m78 cùng khuôn mặt khả ái, cô đã nhận được nhiều lời mời làm người mẫu cho các tạp chí nổi tiếng trên thế giới.

## Thống kê
Tính đến 15/3/2012
| CLB            | Mùa            | Giải quốc nội | Giải quốc nội | Cúp  | Cúp | Châu Âu | Châu Âu | Tổng | Tổng |
| CLB            | Mùa            | Trận          | Bàn           | Trận | Bàn | Trận    | Bàn     | Trận | Bàn  |
| -------------- | -------------- | ------------- | ------------- | ---- | --- | ------- | ------- | ---- | ---- |
| Soyaux         | 2002-03        | 18            | 4             | 0    | 0   | 0       | 0       | 18   | 4    |
| Soyaux         | 2003-04        | 22            | 13            | 0    | 0   | 0       | 0       | 22   | 13   |
| Soyaux         | 2004-05        | 22            | 8             | 0    | 0   | 0       | 0       | 22   | 8    |
| Soyaux         | 2005-06        | 22            | 12            | 0    | 0   | 0       | 0       | 22   | 12   |
| Soyaux         | 2006-07        | 22            | 7             | 0    | 0   | 0       | 0       | 22   | 7    |
| Soyaux         | 2007-08        | 19            | 7             | 4    | 2   | 0       | 0       | 23   | 9    |
| Soyaux         | Total          | 125           | 51            | 4    | 2   | 0       | 0       | 129  | 53   |
| Lyon           | 2008-09        | 19            | 2             | 3    | 1   | 6       | 2       | 28   | 5    |
| Lyon           | 2009-10        | 21            | 3             | 4    | 0   | 9       | 1       | 34   | 4    |
| Lyon           | 2010-11        | 5             | 0             | 0    | 0   | 2       | 0       | 7    | 0    |
| Lyon           | 2011-12        | 12            | 1             | 1    | 0   | 3       | 1       | 16   | 2    |
| Lyon           | 2012-13        | 17            | 4             | 6    | 1   | 5       | 0       | 28   | 5    |
| Lyon           | Tổng           | 74            | 10            | 14   | 2   | 25      | 4       | 113  | 16   |
| Tổng sự nghiệp | Tổng sự nghiệp | 199           | 61            | 18   | 4   | 25      | 4       | 242  | 69   |

Sự nghiệp quốc tế
(Tính đến 24/10/2012)
| Đội tuyển | Mùa     | Trận | Bàn |
| --------- | ------- | ---- | --- |
| Pháp      | 2002-03 | 3    | 1   |
| Pháp      | 2003-04 | 1    | 0   |
| Pháp      | 2004-05 | 0    | 0   |
| Pháp      | 2005-06 | 0    | 0   |
| Pháp      | 2006-07 | 7    | 0   |
| Pháp      | 2007-08 | 6    | 1   |
| Pháp      | 2008-09 | 10   | 2   |
| Pháp      | 2009-10 | 14   | 4   |
| Pháp      | 2010-11 | 8    | 0   |
| Pháp      | 2011-12 | 22   | 2   |
| Pháp      | 2012-13 | 4    | 0   |
| Tổng      | Tổng    | 74   | 10  |